# Vuelta al Táchira 2015
La 50ª edición de la Vuelta al Táchira se disputó desde el 09 hasta el 18 de enero de 2015.
Perteneció al UCI America Tour 2015, siendo la primera competición del calendario ciclista internacional americano. El recorrido contó con 10 etapas y 1288 km, transitando por los estados Portuguesa, Barinas, Mérida y Táchira.
El ganador fue el venezolano José Rujano, del equipo Gobernación de Mérida, quien fue escoltado en el podio por Juan Murillo y Yeisson Delgado.
Las clasificaciones secundarias fueron; Juan Murillo ganó la clasificación por puntos, José Rujano la montaña, el sprints para José García, el sub-23 para Jhorman Flores y la clasificación por equipos la ganó Gobernación del Táchira - Concafé.

## Equipos participantes
Participaron 18 equipos conformados por entre 6 y 8 corredores. Doce fueron venezolanos y seis extranjeros, iniciando la carrera 146 ciclistas de los que finalizaron 94.
| - Lotería del Táchira - Gobernación del Táchira - Concafé - Kino Táchira - Gobernación de Mérida - ONA - IDT - FONA - JHS Grupo - JHS Aves - Osorio Motos - Gobernación de Yaracuy - Gobernación de Barinas - IRDEB - PDVSA - Café Flor de Patria - Fundación José Rujano - Alcaldía de Pinto Salinas - Gobernación del Zulia - Lotería del Zulia - Gobernación de Nueva Esparta | - Neri Sottoli - Androni Giocattoli-Venezuela - Lokosphinx - Trucksosa - Hino Quici Esparza Guerrero - Selección de Cuba |

## Etapas
| Etapa | Fecha       | Recorrido                               | km    | Ganador           | Líder         |
| 1ª    | 9 de enero  | San Cristóbal – Táriba – San Cristóbal  | 102,9 | Arthur García     | Arthur García |
| 2ª    | 10 de enero | Peribeca-Santa Bárbara                  | 176,3 | Enrique Díaz      | Enrique Díaz  |
| 3ª    | 11 de enero | Guanare-Socopó                          | 178,1 | Jakub Mareczko    | Enrique Díaz  |
| 4ª    | 12 de enero | Guanare-Barinas                         | 109,4 | Jakub Mareczko    | Enrique Díaz  |
| 5ª    | 13 de enero | Santa Cruz de Mora-San Juan de Colón    | 158,1 | Carlos Gálviz     | Carlos Gálviz |
| 6ª    | 14 de enero | La Fría-La Grita                        | 113,5 | José Rujano       | José Rujano   |
| 7ª    | 15 de enero | Lobatera-Bramón                         | 99,0  | John Nava         | Juan Murillo  |
| 8ª    | 16 de enero | San Antonio del Táchira-Cerro el Cristo | 117,1 | Juan Murillo      | Juan Murillo  |
| 9ª    | 17 de enero | San Rafael del Piñal-Casa del Padre     | 138,4 | Nelson Camargo    | José Rujano   |
| 10.ª  | 18 de enero | Circuito San Cristóbal                  | 96,0  | Jonathan Monsalve | José Rujano   |

## Clasificaciones

### Clasificación general
| Posición | Ciclista         | Equipo                            | Tiempo     |
| 1º       | José Rujano      | Gobernación de Mérida             | 32:33:28   |
| 2º       | Juan Murillo     | Lotería del Táchira               | + 00:00:30 |
| 3º       | Yeisson Delgado  | Gobernación del Táchira - Concafé | + 00:01:41 |
| 4º       | Nelson Camargo   | ONA - IDT - FONA                  | + 00:02:08 |
| 5º       | Jonathan Camargo | Gobernación del Táchira - Concafé | + 00:02:11 |
| 6º       | Carlos Gálviz    | Androni Giocattoli-Venezuela      | + 00:02:42 |
| 7º       | Jorge Abreu      | Gobernación del Táchira - Concafé | + 00:03:40 |
| 8º       | Juan Ruiz        | Lotería del Táchira               | + 00:05:19 |
| 9º       | John Nava        | Kino Táchira                      | + 00:05:36 |
| 10º      | José Alarcón     | Gobernación de Mérida             | + 00:05:50 |

### Clasificación por puntos
| Posición | Ciclista     | Equipo                 | Puntos |
| 1º       | Juan Murillo | Lotería del Táchira    | 102    |
| 2º       | José Rujano  | Gobernación de Mérida  | 93     |
| 3º       | Luis Díaz    | Gobernación de Yaracuy | 87     |

### Clasificación de la montaña
| Posición | Ciclista      | Equipo                       | Puntos |
| 1º       | José Rujano   | Gobernación de Mérida        | 40     |
| 2º       | Juan Murillo  | Lotería del Táchira          | 25     |
| 3º       | Carlos Gálviz | Androni Giocattoli-Venezuela | 25     |

### Clasificación Sprint
| Posición | Ciclista          | Equipo                         | Puntos       |
| 1º       | José García       | Gobernación de Yaracuy         | Bandera de ? |
| 2º       | Jonathan Monsalve | Neri Sottoli                   | Bandera de ? |
| 3º       | Fernando Briceño  | Gobernación de Barinas - IRDEB | Bandera de ? |

### Clasificación Sub-23
| Posición | Ciclista         | Equipo                              | Tiempo     |
| 1º       | Jhorman Flores   | JHS Grupo - JHS Aves - Osorio Motos | 32:39:18   |
| 2º       | Anderson Paredes | Gobernación de Yaracuy              | + 00:01:54 |
| 3º       | Jose Molina      | JHS Grupo - JHS Aves - Osorio Motos | + 00:14:32 |

### Clasificación por equipos
| Posición | Equipo                            | Tiempo     |
| 1º       | Gobernación del Táchira - Concafé | 97:47:48   |
| 2º       | Lotería del Táchira               | + 00:08:28 |
| 3º       | Gobernación de Mérida             | + 00:16:29 |